# Monontos ramellaris
Monontos ramellaris là một loài tò vò trong họ Ichneumonidae.